# Joseph Costa (fotograf)
Joseph Costa (3. ledna 1904 - 1. srpna 1988) byl americký fotograf, žurnalista a zakladatel National Press Photographers Association.

## Kariéra
Téměř 44 let byl fotografem v novinách New York Morning World, New York Morning News, New York Daily News, New York Daily Mirror a King Features Syndicate. Do roku 1985 vyučoval fotožurnalistiku na Ball State University, která mu při odchodu do důchodu udělila čestný titul.
Byl zakladatelem, prezidentem a předsedou správní rady National Press Photographers Association. V letech 1946 až 1966 vydával oficiální časopis NPPA, National Press Photographer. Na jeho počest je pojmenována cena NPPA Joseph Costa Award a Joseph Costa Award pro fotografování v soudní síni.